# Ornithoglossum
Die Pflanzengattung Ornithoglossum gehört zur Familie der Zeitlosengewächse (Colchicaceae). Es gibt etwa acht Arten, die im tropischen und südlichen Afrika verbreitet sind.

## Beschreibung

### Erscheinungsbild und Blätter
Ornithoglossum-Arten wachsen als ausdauernde krautige Pflanzen. Diese Geophyten bilden als Speicherorgane unterirdische, eiförmige bis fast kugelige Sprossknollen, die einfach oder mehrteilig sein können und von einer pergamentartigen Tunika bedeckt sind. Die oberirdischen Pflanzenteile sind kahl und oft blau-grün. Meist ein aufrechter, einfacher oder verzweigter, beblätterter Stängel vorhanden.
Die Laubblätter verwelken in der Trockenzeit und werden in der Regenzeit wieder neu gebildet. Es sind wenige bis einige grundständige und/oder wechselständig verteilt am Stängel angeordnete Laubblätter vorhanden, die in Blattscheide und Blattspreite gegliedert sind. Die Blattscheiden sind stängelumfassend. Die einfachen Blattspreiten sind linealisch bis lanzettlich und parallelnervig.

### Blütenstände und Blüten
Die Blüten zu mehreren in endständigen, traubigen Blütenständen zusammen. Die Tragblätter sind laubblattähnlich und werden allmählich nach oben hin kleiner. Die Blüten stehen über den Tragblättern, aber sie wirken als ob sie gegenüber den Tragblättern stehen, da der untere Bereich der Blütenstiele mit der Blütenstandsachse verschmolzen ist. Die Blüten befinden sich nickend am freien Bereich der dünnen Blütenstiele, die scharf ausgebreitet sind.
Die selten duftenden (Ornithoglossum undulatum), zwittrigen Blüten sind radiärsymmetrisch oder selten (Ornithoglossum undulatum) etwas zygomorph und dreizählig. Die sechs gleichgestaltigen, freien Blütenhüllblätter stehen stern- bis becherförmig zusammen und sind im unteren Bereich verschmälert bis genagelt. Nahe der Basis der Blütenhüllblätter ist jeweils ein je nach Art rinnen-, sack- oder taschenartiges Nektarium vorhanden. Die Farben der Blütenhüllblätter reichen von grün über cremefarben bis braun oder purpurfarben; oft sind sie zweifarbig. Es sind zwei Kreise mit je drei Staubblättern vorhanden. Die unterhalb des Fruchtknotens inserierten, untereinander freien Staubfäden sind manchmal nahe ihrer Mitte verdickt. Drei Fruchtblätter sind zu einem kugeligen, eiförmigen oder länglichen, oberständigen, dreikammerigen Fruchtknoten verwachsen. Jede Fruchtknotenkammer enthält wenige bis viele Samenanlagen. Die meist drei dünnen Griffeläste sind meist scharf ausgebreitet.
Die Bestäubung erfolgt durch Insekten (Entomophilie). Mindestens Ornithoglossum parviflorum mit kleinen, düsteren Blüten wird von Echten Fliegen (Muscidae) bestäubt. Bei Ornithoglossum undulatum mit relativ auffälligen, süß duftenden Blüten erfolgt die Bestäubung wohl durch langrüsseligen solitäre Bienen (der Tribus Anthophorini, Apidae).

### Früchte und Samen
Die lokulizide Kapselfrüchte enthalten viele Samen. Die mehr oder weniger kugelförmigen Samen besitzen eine braune bis schwarze Samenschale (Testa).

### Chromosomenzahlen und Inhaltsstoffe
Die Chromosomengrundzahl beträgt x = 12. Es liegt Diploidie vor, also 2n = 24.
Wie die meisten Arten innerhalb der Familie Colchicaceae enthalten auch die Ornithoglossum-Arten toxische Alkaloide, die Colchicine. Ornithoglossum-Arten sind dadurch giftig, daher auch der Trivialname Snake Lily. Von Ornithoglossum vulgare ist bekannt, dass sie zu Viehverlusten führte.

## Vorkommen und Gefährdung
Die Gattung Ornithoglossum ist im tropischen (eine Art) und Südlichen Afrika (sieben Arten) verbreitet. Das nördlichste Vorkommen liegt in Tansania. In der Capensis kommen etwa fünf Arten vor.
Ornithoglossum-Arten gedeihen in ariden Gebieten. Die meisten Arten gedeihen in Winterregengebieten in Südafrika und Namibia. Die einzige Art, Ornithoglossum vulgare, die im tropischen Afrika weitverbreitet ist, ist die ursprünglichste Ornithoglossum-Art; deshalb kann vermutet werden, dass diese Gattung im tropischen Afrika entstanden ist und sich südwärts in die ariden Gebiete verbreitet hat.
In Südafrika wird nur eine Art, Ornithoglossum gracile, als „Near Threatened“ = „gering gefährdet“ bewertet. Als „Vulnerable“ = „gefährdet“ gelten .... Die anderen in Südafrika vorkommenden Arten Ornithoglossum dinteri, Ornithoglossum parviflorum, Ornithoglossum undulatum, Ornithoglossum viride, Ornithoglossum vulgare und Ornithoglossum zeyheri werden als „Least Concern“ = „nicht gefährdet“ eingeschätzt.

## Systematik
Die Gattung Ornithoglossum wurde 1806 durch den englischen Botaniker Richard Anthony Salisbury in Paradisus Londinensis: or Coloured Figures of Plants Cultivated in the vicinity of the Metropolis. London, Tafel 54 aufgestellt. Typusart ist Ornithoglossum glaucum Salisb., ein Synonym von Ornithoglossum viride (L.f.) Dryand. ex W.T.Aiton. Der Gattungsname Ornithoglossum leitet sich von den griechischen Wörtern ornis für Vogel und glossum für Lippe ab; dies bezieht sich auf die Form der Blüte. Synonyme für Ornithoglossum Salisb. sind: Lichtensteinia Willd., Cymation Spreng. und Cymatium Spreng. orth. var.
Eine Revision erfolgte durch Bertil Nordenstam in A monograph of the genus Ornithoglossum (Liliaceae) in der Reihe Opera Botanica, Ausgabe 64, 1982, 51 Seiten; auch veröffentlicht in Nordic Journal of Botany, Volume 2, Issue 6, 1983, S. 640.
Die Gattung Ornithoglossum gehört zur Tribus Colchiceae innerhalb der Familie Colchicaceae; sie wurde früher in die Familie Liliaceae eingeordnet. Die Gattung Ornithoglossum ist am nächsten mit der monotypischen Gattung Hexacyrtis verwandt, die in Namibia und dem nördlichen Namaqualand vorkommt.
Es gibt etwa neun Ornithoglossum-Arten:
- Ornithoglossum calcicola K.Krause & Dinter: Sie ist in Namibia beheimatet.[1]
- Ornithoglossum dinteri K.Krause: Sie kommt in Namibia, Free State, Nordkap sowie Nordwest vor und wird in Südafrika als „Least Concern“ = „nicht gefährdet“ bewertet.[3]
- Ornithoglossum gracile B.Nord.: Im Nordkap und Westkap gedeiht sie im Fynbos und der Sukkulenten-Karoo an felsigen, schieferbedeckten Berghängen. Sie wird als „Near Threatened“ = „gering gefährdet“ bewertet. Etwa 30 % der ursprünglichen Habitate gingen bereits an Ackerbau verloren und diese Entwicklung setzt sich fort.[3]
- Ornithoglossum parviflorum B.Nord.: Sie kommt mit zwei Varietäten in Namibia, Nordkap sowie Westkap vor und wird als „Least Concern“ = „nicht gefährdet“ bewertet.[3][1]
- Ornithoglossum pulchrum Snijman, B.Nord. & Mannh.: Die 2011 erstbeschriebene Art kommt in Namibia vor.[1]
- Ornithoglossum undulatum Sweet: Sie kommt in Namibia, Ostkap, Nordkap sowie Westkap vor und wird als „Least Concern“ = „nicht gefährdet“ bewertet.[3]
- Ornithoglossum viride (L.f.) Dryand. ex W.T.Aiton: Sie kommt nur im Westkap vor. Ihre Bestände gelten als stabil und sie wird als „Least Concern“ = „nicht gefährdet“ bewertet.[3]
- Ornithoglossum vulgare B.Nord.: Ihr weites Verbreitungsgebiet reicht von Tansania bis zu den südafrikanischen Provinzen Free State, Gauteng, Limpopo sowie Nordkap.[1] Sie wird in Südafrika als „Least Concern“ = „nicht gefährdet“ bewertet.[3]
- Ornithoglossum zeyheri (Baker) B.Nord.: Sie kommt nur im Nordkap und Westkap vor. Ihre Bestände gelten als stabil und sie wird als „Least Concern“ = „nicht gefährdet“ bewertet.[3]

## Nutzung
Über eine Nutzung ist nichts bekannt. Die interessant aufgebauten Blüten von Ornithoglossum undulatum könnten ein Anreiz sein, diese Art zu kultivieren.